# Aquí no hay quien viva

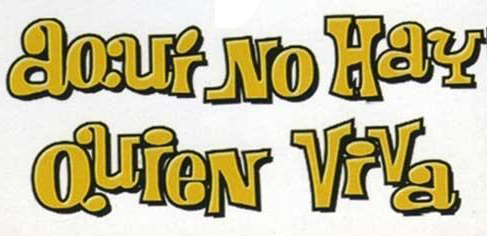
Logo der spanischen Fernsehserie Aquí no hay quien viva.

Aquí no hay quien viva ist eine populäre spanische Sitcom, die ab dem 7. September 2003 bis zum 6. Juli 2007 von Antena 3 in 5 Staffeln ausgestrahlt wurde. 
Die 90 Episoden erzählen humorvoll das Zusammenleben der Hausbewohner der Hausnummer 21 in der „Calle Desengaño“, welche sich auf alle mögliche Art und Weise gegenseitig das Leben schwer machen. Die Serie wurde von Alberto Caballero, Iñaki Ariztimuño und Laura Caballero erfunden und von José Luis Moreno produziert. Als Regisseure arbeiteten Iñaki Ariztimuño, Alberto Caballero, Daniel Deorador, David Abajo, David Fernández, Ramón Tarrés, Laura Caballero, David Deorador, Laura Molpeceres sowie José Luis Valladolid.
Die Serie gilt als eine mit den höchsten Zuschauerquoten im spanischen Fernsehen.
Aquí no hay quien viva behandelt auch umstrittene Themen wie Homosexualität, Abhängigkeit, Arbeitslosigkeit, Fremdgehen, Politik, Krankheit, Altern und Tod, was nicht zuletzt zu ihrer Popularität beigetragen hat. Die Figuren sind durchweg pikaresk und zeigen nur allzu menschliche Eigenschaften. Sie machen gemeinsam die Höhen und Tiefen des Alltagslebens durch. In ihnen spiegelt sich das ganz normale Leben in einer typisch spanischen Hausgemeinschaft wider.
Die Nachfolgeserie La que se avecina wurde ab dem 22. April 2007 von Telecinco produziert.